# Szeneb

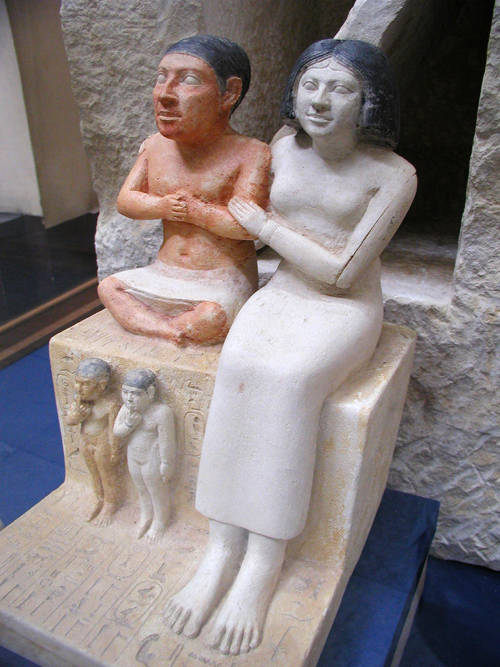
Szeneb és családja

Szeneb ókori egyiptomi hivatalnok volt az óbirodalom idején, i. e. 2520 körül. Az, hogy kisnövésű emberként igen magas pozíciókat töltött be és hatalmas vagyonra tett szert – papi címeket viselt, és több ezer jószága mellett húsz palotával is rendelkezett –, mutatja a kisnövésűek elfogadottságát az egyiptomi társadalomban. Átlagos termetű felesége egy magas rangú papnő volt, akitől három gyermeke született. Díszes sírba temették a gízai nekropoliszban, innen került elő festett mészkőszobra, mely családjával együtt ábrázolja, és az óbirodalmi művészet egyik legszebb alkotásának számít. A szobor keresztbe tett lábbal ábrázolja Szenebet, amint egy kőtömbön ül, felesége átöleli, két gyermeke pedig ott áll, ahol egy átlagos növésű ember szobránál a lábak lennének, a szobor így szimmetriát és harmóniát tükröz. Szeneb arcvonásai és rövid végtagjai egy achondropláziás személy realisztikus ábrázolásának felelnek meg. A sírban felsorolják Szeneb címeit, a falfestmények és faragványok jeleneteket ábrázolnak életéből, például birtokát szemrevételezi, vagy hivatala jelképeit tartja kezében.

## Szeneb sírjának elhelyezkedése és felfedezése

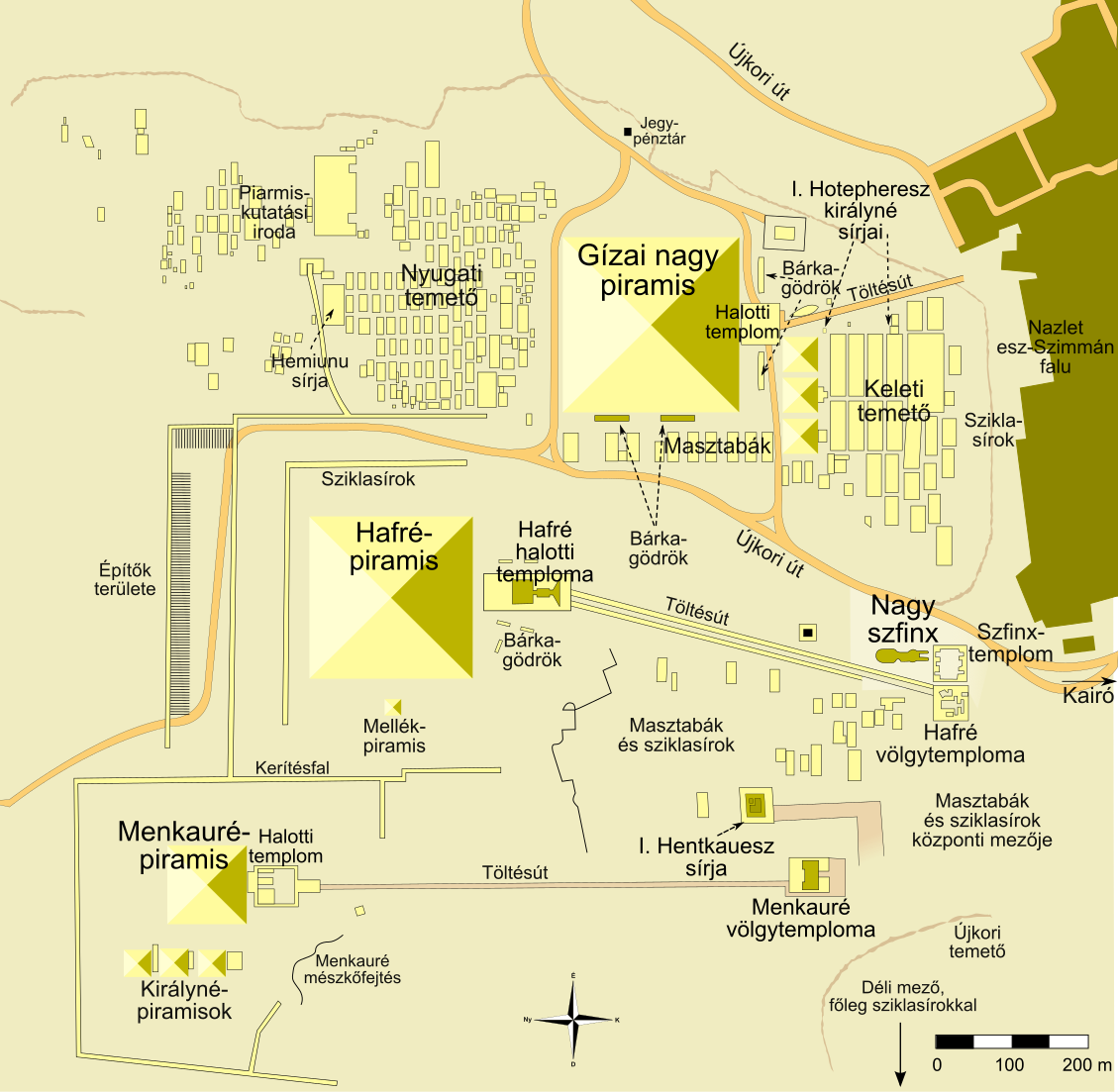
A gízai nekropolisz térképe. Szeneb sírja a nyugati sírmezőben található.

Szeneb sírja (G 1036) úgynevezett masztabasír, azaz lapos tetejű téglasír, amely Gíza nekropoliszának nyugati részén található, a mai Kairó közelében. Hermann Junker német régész fedezte fel 1926-ban. A sír közelében található egy magas rangú udvaronc, Pernianhu sírja, aki szintén kisnövésű volt, és talán Szeneb apja lehetett. A sírt sokáig nem sikerült datálni, mostanra azonban biztosan tudni, hogy Dzsedefré uralkodása alatt (i. e. 2528–2520 között) épült. Szeneb feleségének, Szenetitesznek a neve megjelenik egy másik hivatalnok, Anhib közeli sírjában is, ami arra utal, hogy Szeneb, Pernianhu és Anhib családja rokonságban állhatott egymással. Szenebet, úgy tűnik, felesége mellé temették, de testükből semmi nem maradt, és a sírt a többi gízai sírhoz hasonlóan rég kifosztották. Ez volt az első olyan épület, ahol megkíséreltek négyszögletes kamra fölé kupolát emelni; a kupola a helyiség négy sarkából kiálló téglákon nyugodott.
Szeneb masztabájának négyszögletes alaprajzú belső terében két falfülkét alakítottak ki álajtóval, valamint mélyedéseket, amelyekben kőládák álltak. A ládákban három szobrot találtak, Szeneb festett mészkő családi szobrát, valamint egy fa- és egy gránitszobrot. A faszobor szétporladt, amikor megtalálták, de Junker feljegyezte, hogy körülbelül 30 cm magas volt, és Szenebet állva ábrázolta, egyik kezében sétabottal, a másikban jogarral. A faszobor maradványai ma Németországban találhatóak, a hildesheimi Roemer- und Pelizaeus-Museumban, nagyon töredékes állapotban: kivehető egy göndör paróka körvonala, valamint a könyökben hajló bal kar. Szeneb 1,5 tonnás szarkofágja a Lipcsei Egyetem Egyiptomi Múzeumának gyűjteményében található.

## Szeneb és családja szobra
Szeneb és családja festett mészkőszobra ma a kairói Egyiptomi Múzeumban található, katalógusszáma JE 51280. A szobor 22 cm magas, alapja 22,5×25 cm. Szenebet és feleségét egymás mellett ábrázolja, az alsó regiszterben gyerekeik láthatóak. Szeneb törökülésben ül egy kőtömbön, karjait írnoki pózban tartja. Felesége, Szenetitesz mellette ül, hosszú ujjú, bokáig érő ruhát visel, paróka takarja eredeti haját, melyből egy kevés kilátszik a homlokán. Mindkét karjával átöleli férjét, arcán elégedett kis mosoly ül.
A pár három gyereke közül kettő, egy fiú és egy lány Szeneb előtt állnak. A gyermekek szokásos ábrázolása jellemzi őket: meztelenek, mutatóujjukat szájuk előtt tartják, hajukat oldalfürtben viselik, ami azt jelzi, még nem érték el a pubertás korát, amikortól felnőttesebb hajviseletet hordhatnának. Az egyiptomi művészet hagyományainak megfelelően Szenebet és fiát sötétebb bőrrel ábrázolják, mint feleségét és lányát; ez jelezte, hogy a magas rangú egyiptomi nők ritkán mentek ki a napra, így bőrük világosabb maradt, míg a férfiaké lebarnult a napon. Három gyermekük neve szerepel a szobron, bár – valószínűleg a szimmetria kedvéért – csak kettejüket ábrázolták. Mindhármukat Szeneb uralkodója után nevezték el: a fiú neve Dzsedefré-anh volt („Éljen Dzsedefré”), az idősebbik lányé Auib-Hufu („Hufu boldog”), a kisebbiké Szemeret-Dzsedefré („Dzsedefré társa”). Mindhármat átlagos testi arányokkal ábrázolták, ami azt mutatja, nem örökölték apjuk achondropláziáját.
A szobor nagyjából kocka arányú, ami biztosítja, hogy kompozíciója harmóniát sugározzon. A művész nem alakított ki háttámlát a szoborhoz és ügyesen használta a negatív teret. Azzal, hogy a gyerekeket oda állította, ahol Szeneb lábai lennének, kiegyensúlyozottá tette a szobrot, ugyanazt a hatást érte el, mintha egy átlagos testalkatú ember ülőszobra lenne, és megőrizte a normalitás látszatát anélkül, hogy elfedte volna Szeneb valódi testalkatát. A családtagok neve és címe a gyermekek mellett kétoldalt, illetve a talapzat függőleges felületén olvasható.
Szeneb kisnövését realisztikus módon ábrázolja a szobor: élethű a nagy fej, valamint a kicsi karok és lábak. Ez azt mutatja, lehetséges, hogy achondroplasiája volt, ami a kisnövést okozó egyik leggyakoribb állapot, és leginkább a test leggyorsabban növő részeire – főleg a comb- és felkarcsontra – van hatással, melyek rövidek lesznek, az alkar és alsó lábszár növekedése elmarad az átlagtól, a koponya pedig viszonylag nagy lesz, előreugró homlokkal, gyakran bemélyedt orrcsonttal. Egy másik lehetséges diagnózis a dysmelia, amelytől a karok és lábak rövidek lesznek. Szeneb feleségét, Szenetiteszt jóval kevésbé realisztikusan ábrázolják, szobra nagyban hasonlít a korabeli magas rangú nők szobraira.

## Szerepe és pozíciója
Szeneb nevének jelentése: „egészséges” – talán azért nevezte el így az anyja, mert így kívánta, hogy életben maradjon az újszülött. Sok egyiptominak volt hasonló neve; nemcsak a betegség hiányát jelentette, hanem általában az életerős mivoltot is. Sok más kultúrával ellentétben a kisnövést nem tekintették fogyatékosságnak. Az egyiptomi szövegek a testi vagy szellemi visszamaradottsággal élők elfogadására intettek, és még törpe isten is volt, Bész, emellett Ptah istent is ábrázolták törpeként. Számos kisnövésű személy ért el fontos pozíciót és részesült fényűző temetkezésben királyának sírja közelében. Szeneb pályafutásáról álajtaja és szobrainak talapzata számol be, melyeken összesen húsz címe szerepel, köztük „az úr [a király] kegyeltje”, „a szövők elöljárója a palotában”, „a törpék elöljárója” (ami arra utal, többen voltak a palotában kisnövésűek), „a ksz hajó legénységének elöljárója” (ez egy ceremoniális vagy a kultuszban szerepet játszó hajóra utal), „a jwḥw elöljárója” (ez talán állatgondozókra utal), „az isten pecsétének őre a Wn-ḥr-b3w hajón” (az egyes ünnepeken használt papiruszbárkára utal). Címei arra utalnak, pályája a királyi vásznakért és talán a kisállatokért felelős hivatalnokként kezdődött (más kisnövésűekről is tudni, hogy ezeket a szerepeket töltötték be), majd magasabb pozícióba került és a királyi vagy templomi hajókért volt felelős. Az is lehetséges, hogy magas rangú családba született, és emiatt kapott fontos pozíciókat. Szeneb papi címeket is kapott, többek közt viselte az „Uadzset papja”, „a Sṯpt fejénél lévő nagy bika papja” és a „Mrḥw bika papja” címeket. Részt vett Hufu fáraó, majd az őt követő Dzsedefré temetkezési szertartásán. Felesége, Szenetitesz papnő volt Hathor és Neith istennők szolgálatában.

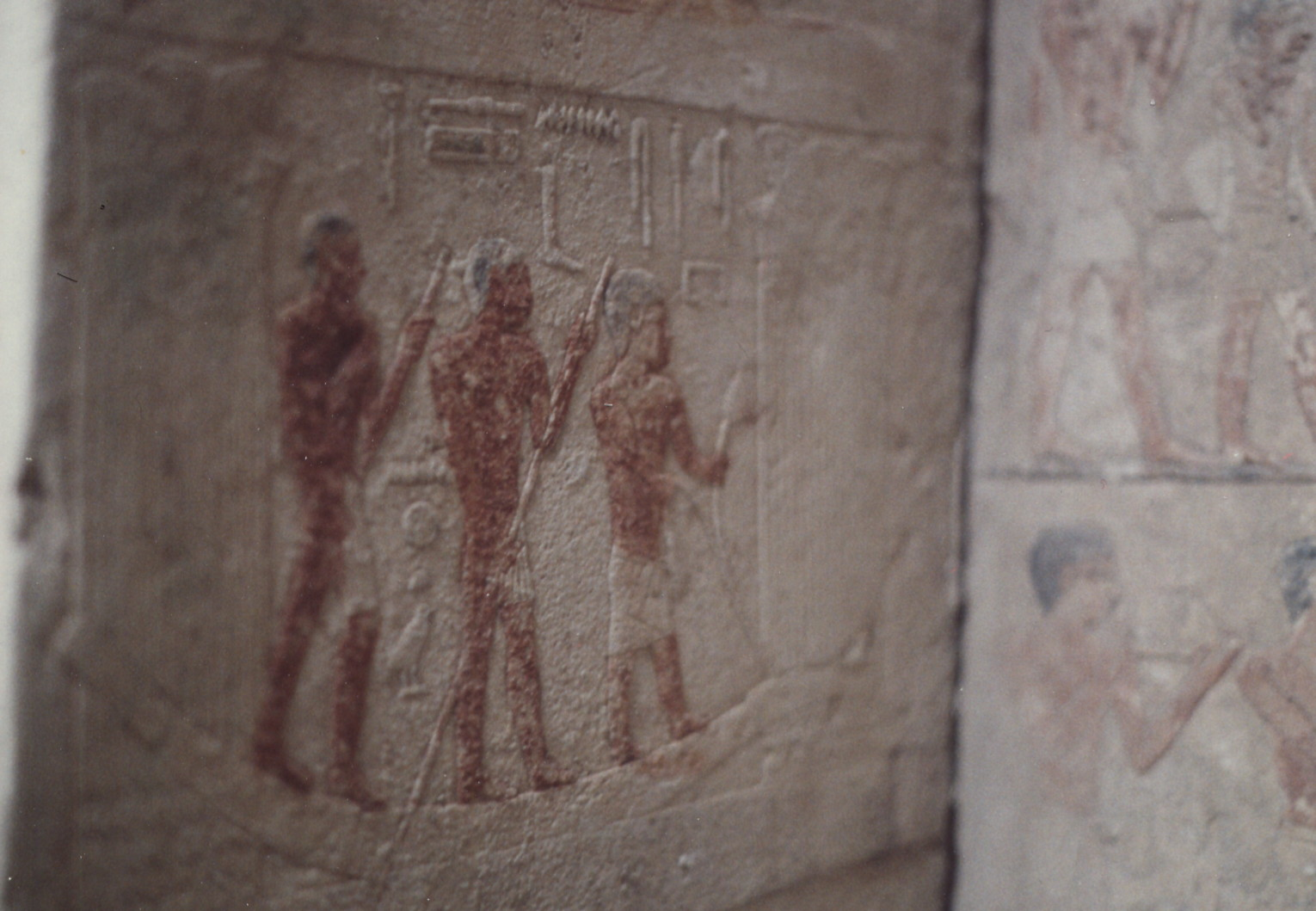
Szeneb csónakban; jelenet az álajtóról

Szeneb sírjának domborműves díszítése és álajtaja gazdagságról és hatalomról tanúskodik. Szeneb többezres csordával rendelkezett, a jelenetek pedig hétköznapi életét is ábrázolják – hordszéken viszik, hajózik a Níluson, gyerekeit fogadja. Az álajtón egy magas rangú hivatalnok megszokott kötelezettségei közben ábrázolják: vásznait és jószágát szemrevételezi, elszámolásokat kap kézhez és kíséretét ellenőrzi. Ágyékkötőt és párducbőr papi köntöst visel, kezében hivatalának jelképei, a bot és pálca láthatóak. Az egyik domborművön két kutya kíséri, az állatok neveit is feljegyezték. Az ábrázolt bútorok egyértelműen méretre készültek: a székek alacsonyak, hordszéke alacsony háttámlával és nagy oldalpanelekkel készült, hogy elfedjék lábait.
A szoborhoz hasonlóan a domborműveknél is szükség volt a művész találékonyságára Szeneb mérete miatt. A művész betartotta a hagyományos ábrázolásmódnak azt a szabályát, hogy Szenebet nagyobb méretűnek ábrázolja, mint kíséretét, bár ez nyilván nem a valóságot tükrözi, ugyanakkor határozottan egy kisnövésű ember testarányaival ábrázolják. Az ehhez hasonló domborművektől eltérően a feleségét nem mellette ábrázolják, hanem külön jelenetben szerepel. Ennek oka az lehetett, hogy nehéz lett volna valósághűen ábrázolni a pár egymáshoz viszonyított méretét úgy, hogy közben megtartják a hagyományt is, mely megkövetelte volna, hogy Szenebet ábrázolják nagyobbként. Szenebet nem ábrázolják tipikus, férfiakra jellemző tevékenységek, például vadászat közben sem, bár az egyik domborművön papirusznádakat húzva irányítja csónakját a Nílus-delta mocsárvilágában.

## Fordítás
- Ez a szócikk részben vagy egészben  a   Seneb című angol Wikipédia-szócikk ezen változatának fordításán alapul.  Az eredeti cikk szerkesztőit annak laptörténete sorolja fel. Ez a jelzés csupán a megfogalmazás eredetét és a szerzői jogokat jelzi, nem szolgál a cikkben szereplő információk forrásmegjelöléseként.